# Walter Sutherland
Walter Sutherland (fallecido circa 1850) era un hombre escocés que, según los informes, fue el último hablante nativo de Norn, una lengua germánica del norte que alguna vez se habló en las islas Shetland, Orcadas y Caithness.
Sutherland era de Skaw, en la isla de Unst, y vivía en la casa más septentrional de las islas británicas, cerca del actual Unst Boat Haven.
Sin embargo, Sutherland puede haber sido simplemente el último hablante nativo de Norn en Unst. El lingüista Jakob Jakobsen informó que algunos hablantes anónimos de Norn de la isla de Foula continuaron hablando el idioma hasta finales del siglo XIX.